# Ronny Bruckner
Ronny Bruckner, también conocido como Yaron Bruckner (31 de marzo de 1957 - 4 de agosto de 2013), fue un hombre de negocios belga.

## Carrera
Ronny Bruckner comenzó su carrera a los 20 años, como director de Zidav, una empresa especializada en el establecimiento de alianzas comerciales con Rumania, Polonia y la antigua Yugoslavia.
En 1981, fundó la empresa que ahora se llama Eastbridge, y se convirtió en su director ejecutivo. Eastbridge es una empresa privada con más de 40 filiales que trabajan en Europa y Estados Unidos, que emplean a más de 10.000 personas. La compañía se especializa en diversas áreas, incluida la propiedad (la empresa en particular, adquirió una participación de 25% en Immobel SA, un promotor inmobiliario que cotiza en Euronext desde septiembre de 2010) el ocio, los medios de comunicación, la moda y empresas educativas privadas.
En marzo de 2011, Ronny Bruckner fue nombrado miembro no ejecutivo del Consejo de Administración de Ageas por un período de tres años, hasta la conclusión de la Junta General Ordinaria de Accionistas en 2014, a nombre de Ronny Bruckner, fue presentada por Cresida Investments, una accionistas con por lo menos el 1% del capital.
En 1994, con Eastbridge, Ronny Bruckner compró Empik (una cadena nacional de tiendas especializadas en multimedia similar al FNAC), que en mayo de 2009 tenía 134 tiendas en Polonia y 23 en Ucrania.